# Гулиев, Магеррам Беюкага оглы
Магеррам Беюкага оглы Гулиев (азерб. Məhərrəm Böyükağa oğlu Quliyev; род. 13 апреля 1968, Ленкорань) — глава исполнительной власти Геранбойского района.

## Биография
Родился 13 апреля 1968 года в г. Ленкорань. Окончил Азербайджанскую сельскохозяйственную академию.
Работал на различных должностях в Ленкоранском районе.
С 2003 года являлся заместителем главы исполнительной власти г. Ленкорань.
С 13 марта 2006 года являлся главным советником отдела по работе с органами регионального управления и местного самоуправления Администрации Президента Азербайджана.
Старший советник государственной службы.
Глава исполнительной власти Агстафинского района (1 июля 2011 — 5 апреля 2019).
Глава исполнительной власти Геранбойского района (с 5 апреля 2019).
Член партии «Новый Азербайджан».